# Goździkowe
Goździkowe (Caryophyllidae Takht. Sist.Filog.Cvetk.Rast.:144 1967) – podklasa przede wszystkim roślin zielnych, rzadziej krzewów lub małych drzew należąca do klasy Rosopsida. Liczy ok. 12 tys. gatunków. Charakterystyczną ich cechą jest specjalizacja w kierunku opanowania siedlisk suchych (roślinność pustyń i półpustyń – sukulenty).
Betalainy występują wyłącznie w tej grupie roślin.

## Charakterystyka
LiścieNie podzielone, bez przylistków, rozmieszczone skrętolegle lub naprzeciwlegle.
KwiatyNajczęściej cykliczne (elementy rozmieszczone w okółkach), promieniste, okwiat często nie zróżnicowany na kielich i koronę. Kwiaty są obupłciowe.

## Systematyka

### Nowy podział
- Nadrząd: Caryophyllanae Takht. 1967 – 
  - Rząd: Caryophyllales Perleb 1826 – goździkowce
- Nadrząd: Plumbaginanae Takht. ex Reveal 1992 – 	   	
  - Rząd: Plumbaginales Lindl. 1833 – ołownicowce, zawciągowce
- Nadrząd: Polygonanae Takht. ex Reveal 1992 – 
  - Rząd: Polygonales Dumort. 1829 – rdestowce

### Stary podział
Rzędy należące do goździkowych:
- goździkowce (Caryophyllales)
- rdestowce (Polygonales)
- ołownicowce, zawciągowce (Plumbaginales)